# Collection (Tracy Chapman)
Collection è un album raccolta della cantautrice Tracy Chapman, pubblicato nel 2001.

## Tracce
1. Fast Car – 4:59
2. Subcity – 5:12
3. Baby Can I Hold You – 3:14
4. The Promise – 5:28
5. I'm Ready – 4:56
6. Crossroads – 4:13
7. Bang Bang Bang – 4:23
8. Telling Stories – 3:58
9. Smoke and Ashes – 6:40
10. Speak the Word – 4:13
11. Wedding Song – 4:36
12. Open Arms – 4:35
13. Give Me One Reason – 4:30
14. Talkin' 'bout a Revolution – 2:40
15. She's Got Her Ticket – 3:56
16. All That You Have Is Your Soul – 5:18